# Kristiјan Toszewski
Kristiјan Toszewski (mac. Кристијан Тошевски, trl. Kristiјan Toševski; ur. 6 maja 1994 w Tetowie) – macedoński piłkarz, występujący na pozycji obrońcy w albańskim klubie KF Tirana oraz w reprezentacji Macedonii Północnej.

## Kariera klubowa
Karierę piłkarską rozpoczął w Teteksie Tetowo, w którym grał przez 5 lat (2011–2016).
W najwyższej lidze macedońskiej zadebiutował 30 lipca 2011 w przegranym pojedynku 0:2 z Metalurgiem Skopje, mając 18 lat, podczas meczu 1. kolejki Prwej makedonskiej fudbałskej ligi. 29 maja 2013 w wygranym meczu Teteksu z Siłeksem Kratowo strzelił w 88. minucie swoją pierwszą bramkę w najwyższej lidze macedońskiej. W sezonach 2011/12 – 2014/15 zagrał dla Teteksu w odpowiednio: czterech, trzech, żadnym i pięciu meczach ligowych.
W rozgrywkach pucharowych UEFA zadebiutował 4 lipca 2013 w domowym zremisowanym (1:1) meczu Teteksu z Piunikiem Erywań. Wystąpił także w spotkaniu rewanżowym, które Teteks przegrał 0:1, przez co odpadł z rozgrywek. To były jego jedyne mecze eliminacji Ligi Europy rozegrane w Teteksie.
1 lipca 2016 podpisał kontrakt z macedońskim klubem Pelister Bitola. Grał w tej drużynie do 2018 roku. 7 sierpnia 2016 Toszewski zaliczył debiut w nowym zespole w spotkaniu ligi macedońskiej przeciwko Pobedzie Prilep, wygranym przez jego zespół 2:0. Sezon zespół zakończył na czwartym miejscu w tabeli, a Toszewski wystąpił w 34 meczach. Jednak dzięki zwycięstwu w pucharze Macedonii, Pelister wystąpił w eliminacjach ligi Europy, gdzie przegrał z Lechem Poznań (3:0 i 4:0) i odpadł w pierwszej rundzie.
W rundzie jesiennej sezonu 2017/18 Toszewski zagrał w Pelisterze 15 meczów, po czym na początku 2018 roku przeniósł się do macedońskiego klubu Wardar Skopje. W rundzie wiosennej zagrał tam 9 meczów. Zadebiutował w meczu z Shkëndiją (1:1) w ramach 19. kolejki Prwej makedonskiej fudbałskiej ligi. Cały sezon 2018/19 Toszewski rozegrał w barwach Wardaru. Strzelił dla tego klubu jedną bramkę w zremisowanym (2:2) meczu z Siłeksem. Klub zajął 2. miejsce w lidze. W kolejnym sezonie rozegrał 22 mecze, a Wardar wygrał ligę.
Latem 2020 przeniósł się do albańskiego KF Tirana. Zagrał w lidze 29 meczów. Ponadto wystąpił w eliminacjach Ligi Mistrzów UEFA i Ligi Konferencji Europy UEFA, ponieważ w poprzednim sezonie KF Tirana zajęła 1. miejsce w lidze albańskiej. Na koniec 2021 roku Tirana zajęła 5. miejsce, przez co klub nie zagrał w eliminacjach żadnego prestiżowego turnieju.
W sezonie 2021/22 Toszewski zagrał w 32 meczach ligowych w barwach klubu KF Tirana.
W tym sezonie zawodnik zagrał w 9 meczach w Kategoria Superiore.

## Kariera reprezentacyjna

### Macedonia Północna U-19
Toszewski zagrał tylko w meczu towarzyskim ze Słowenią U-19 21 lutego 2012 (1:1).

### Macedonia Północna U-21
Toszewski rozegrał dwa mecze w ramach eliminacji mistrzostw Europy U21: przeciwko Portugalii (0:1) oraz Irlandii Północnej (2:0).

### Macedonia Północna
Toszewski zadebiutował 28 marca 2017 roku w wygranym (3:0) meczu towarzyskim z Białorusią. W barwach Macedonii Północnej brał udział w Lidze Narodów 2018/19 oraz eliminacjach do Mistrzostw Świata w 2018 i Mistrzostw Europy w 2020.

## Statystyki

### Klubowe
(aktualne na dzień 18 listopada 2022)
Uwaga! Brak informacji o zawodnikach grających w pucharze Macedonii Północnej w dawniejszych latach.
| Klub               | Sezon              | Liga                           | Liga  | Liga   | Puchar krajowy | Puchar krajowy | Kontynentalne | Kontynentalne | Suma  | Suma   |
| Klub               | Sezon              | Liga                           | Mecze | Bramki | Mecze          | Bramki         | Mecze         | Bramki        | Mecze | Bramki |
| ------------------ | ------------------ | ------------------------------ | ----- | ------ | -------------- | -------------- | ------------- | ------------- | ----- | ------ |
| Teteks Tetowo      | 2011/12            | Prwa makedonska fudbałska liga | 4     | 0      | ?              | ?              | –             | –             | 4     | 0      |
| Teteks Tetowo      | 2012/13            | Prwa makedonska fudbałska liga | 3     | 1      | ?              | ?              | –             | –             | 3     | 1      |
| Teteks Tetowo      | 2013/14            | Prwa makedonska fudbałska liga | 0     | 0      | ?              | ?              | 2             | 0             | 2     | 0      |
| Teteks Tetowo      | 2014/15            | Prwa makedonska fudbałska liga | 5     | 0      | ?              | ?              | –             | –             | 5     | 0      |
| Teteks Tetowo      | Łącznie            | Łącznie                        | 12    | 1      | ?              | ?              | 2             | 0             | 14    | 1      |
| Pelister Bitola    | 2016/17            | Prwa makedonska fudbałska liga | 34    | 0      | ?              | ?              | –             | –             | 34    | 0      |
| Pelister Bitola    | 2017/18            | Prwa makedonska fudbałska liga | 15    | 0      | ?              | ?              | 2             | 0             | 17    | 0      |
| Pelister Bitola    | Łącznie            | Łącznie                        | 49    | 0      | ?              | ?              | 2             | 0             | 51    | 0      |
| Wardar Skopje      | 2017/18            | Prwa makedonska fudbałska liga | 9     | 0      | ?              | ?              | –             | –             | 8     | 0      |
| Wardar Skopje      | 2018/19            | Prwa makedonska fudbałska liga | 25    | 0      | ?              | ?              | 2             | 0             | 26    | 0      |
| Wardar Skopje      | 2019/20            | Prwa makedonska fudbałska liga | 22    | 1      | ?              | ?              | 0             | 0             | 22    | 0      |
| Wardar Skopje      | Łącznie            | Łącznie                        | 55    | 1      | ?              | ?              | 2             | 0             | 57    | 0      |
| KF Tirana          | 2020/21            | Kategoria Superiore            | 29    | 0      | 0              | 0              | 3             | 0             | 32    | 0      |
| KF Tirana          | 2021/22            | Kategoria Superiore            | 31    | 0      | 3              | 0              | –             | –             | 34    | 0      |
| KF Tirana          | 2022/23            | Kategoria Superiore            | 9     | 0      | 0              | 0              | 4             | 0             | 12    | 0      |
| KF Tirana          | Łącznie            | Łącznie                        | 69    | 0      | 3              | 0              | 7             | 0             | 78    | 0      |
| Łącznie w karierze | Łącznie w karierze | Łącznie w karierze             | 185   | 2      | 3              | 0              | 13            | 0             | 201   | 2      |

### Reprezentacyjne
(aktualne na dzień 12 listopada 2022)
| Występy i gole w reprezentacji | Występy i gole w reprezentacji | Występy i gole w reprezentacji | Występy i gole w reprezentacji | Występy i gole w reprezentacji | Występy i gole w reprezentacji | Występy i gole w reprezentacji | Występy i gole w reprezentacji | Występy i gole w reprezentacji |
| Lp.                            | Data                           | Miasto                         | Przeciwnik                     | Wynik                          | Czas                           | Gole                           | Inne                           | Rozgrywki                      |
| ------------------------------ | ------------------------------ | ------------------------------ | ------------------------------ | ------------------------------ | ------------------------------ | ------------------------------ | ------------------------------ | ------------------------------ |
| 1.                             | 28.03.2017                     | Skopje                         | Białoruś                       | 3:0 (1:0)                      | 78'–90'                        |                                |                                | mecz towarzyski                |
| 2.                             | 05.06.2017                     | Skopje                         | Turcja                         | 0:0                            | 81'–90'                        |                                |                                | mecz towarzyski                |
| 3.                             | 11.06.2017                     | Skopje                         | Hiszpania                      | 1:2 (0:2)                      | 1'–74'                         |                                |                                | el. MŚ 2018                    |
| 4.                             | 11.11.2017                     | Skopje                         | Norwegia                       | 2:0 (1:0)                      | 84'–90'                        |                                |                                | mecz towarzyski                |
| 5.                             | 23.03.2018                     | Belek                          | Finlandia                      | 0:0                            | 90+4'–90+5'                    |                                |                                | mecz towarzyski                |
| 6.                             | 16.11.2018                     | Vaduz                          | Liechtenstein                  | 2:0 (0:0)                      | 85'–90'                        |                                |                                | Liga Narodów 2018 Dywizja D    |
| 7.                             | 10.10.2019                     | Skopje                         | Słowenia                       | 2:1 (0:0)                      | 78'–90'                        |                                |                                | el. ME 2020                    |
| 8.                             | 16.11.2019                     | Wiedeń                         | Austria                        | 1:2 (1:0)                      | 1'–62'                         |                                |                                | el. ME 2020                    |

## Osiągnięcia

### Klubowe
(aktualne na dzień 13 listopada 2022)
- Mistrz Albanii 2021/22 (KF Tirana)
- Mistrz Macedonii Północnej 2019/20 (Wardar Skopje)